# Antonio Anderson
Antonio Anderson, né le 5 juin 1985, à Lynn, au Massachusetts, est un joueur et entraîneur américain de basket-ball. Il évolue aux postes d'arrière et d'ailier.

## Palmarès
- Champion NBA Development League 2010
- All-NBDL Third Team 2010